# Mantispa strigipes
Mantispa strigipes är en insektsart som beskrevs av John Obadiah Westwood 1852. Mantispa strigipes ingår i släktet Mantispa och familjen fångsländor. Inga underarter finns listade i Catalogue of Life.